# Rıza Yıldırım
Rıza Yıldırım (6 maggio 1987) è un lottatore turco, specializzato nella lotta libera.

## Biografia
Ha vinto la medaglia d'oro agli europei di Novi Sad 2017 nel torneo della categoria fino a 97 chilogrammi.
Ai Giochi del Mediterraneo di Mersin 2013 ha vinto l'oro nella categoria 96 chilogrammi.

## Palmarès
- Europei

Novi Sad 2017: oro nella lotta libera 97 kg.
- Giochi del Mediterraneo

Mersin 2013: oro nella lotta libera 60 kg.